# 茲卡熱
茲卡熱（英語：Zika fever），又稱作茲卡病毒感染症、寨卡熱，是一種由茲卡病毒所引發的疾病 。大部分被感染的個案並無明顯症狀，但若有症狀出現，則與登革熱的症狀相似 。茲卡熱的病人可能會有發燒、眼睛紅腫、關節痛、頭痛，或是產生斑丘疹等輕微症狀，且通常不會持續超過七天。目前為止並沒有任何因初期感染茲卡病毒而死亡的案例。茲卡病毒的感染被認為可能和吉巴氏綜合症（Guillain-Barré Syndrome）有關。
茲卡熱的傳播方式主要是透過黑斑蚊的叮咬，也可經由性行為、血液傳輸而感染，茲卡病毒甚至可能透過母子垂直傳染，引起胎兒的小頭症 。經由檢測血液、尿液或是唾液中的病毒RNA，可以診斷病人是否感染茲卡病毒。
預防方法包含使用驅蚊物品、穿著衣物包裹全身、使用蚊帳與清除蚊蟲孳生的積水等方式，並避免在疾病發生區被蚊蟲叮咬。目前沒有有效的疫苗。巴西的衛生官員在2015年建議因疫情爆發，而應推延懷孕的時間，並建議懷孕的婦女不應前往疫情爆發區旅遊。在此疾病沒有特定的治療方式下，撲熱息痛可能會幫助緩解症狀 ，而並不太需要去醫院至醫院診療。
造成茲卡熱的茲卡病毒於1947年被分離出來。人類史上第一次有紀錄的茲卡熱大爆發發生於2007年，地點在密克羅尼西亞。2016年一月，茲卡熱開始蔓延於美國境內約20個地區。
非洲、亞洲和大洋洲也都有茲卡熱的疫情。世界衛生組織根據2015年開始於巴西的大爆發，於2016年二月發布了國際公共衛生緊急事件。
根据《Nature Medicine》期刊上的报告，UCLA和中科院研究人员报告了2015年至2016 年巴西里约热内卢茲卡熱大流行期间，感染病毒的孕妇生下的216名婴儿的神经发育情况，结果显示，约 1/3 的儿童神经发育或视力/听力异常。绝大多数茲卡熱感染者症状温和，但孕妇感染病毒可能损害胎儿大脑，导致新生儿小头症及其他神经系统病变。对 216 名儿童的研究发现，在 7~32 个月大的儿童中，有31.5%的儿童神经发育低于平均水平，而且视力或听力评估异常；语言功能受影响最大，146 名儿童中有35%低于平均水平。